# Kreuttal
Kreuttal è un comune austriaco di 1 421 abitanti nel distretto di Mistelbach, in Bassa Austria.